# 法蒂玛·马合木提
法蒂玛·马合木提（1963年3月8日—）女，乌孜别克族，新疆维吾尔自治区塔城地区和布克赛尔蒙古自治县人，中国律师。是中国乌孜别克族第一位女性律师，也是第一位来自新疆司法界的女性全国政协委员。

## 生平
法蒂玛·马合木提生于新疆维吾尔自治区塔城地区和布克赛蒙古族自治县，父亲是一位乌孜别克族的军人，母亲是一位不识字的回族妇女。父亲只懂乌孜别克语和俄语，母亲只懂汉语，两人语言不通，但相处却很和睦。法蒂玛从小就生活在草原上，她有4个兄弟姐妹，他们5人都是大学毕业。
小时候法蒂玛很喜欢印度电影《流浪者》，影片里女律师丽达在法庭上为拉兹辩护，最终为拉兹洗脱罪名。从那时起，法蒂玛便立志要当律师。1985年，法蒂玛从新疆大学法律系毕业后，放弃了成为法官、检察官的机会，回到塔城地区，成为一所公办律师事务所的专职律师。法蒂玛回忆道：“我们班43个同学，除了我以外都当了法官、检察官，只有我当了律师。”
1997年，法蒂玛从公办律师事务所辞职，和其他人合办了一家合作制律师事务所，这是新疆第一家少数民族律师事务所。几年后，她又创办了以自己名字命名的私营律师事务所（后来她任新疆新伟律师事务所主任）。2006年起，塔城地区的“维护妇女儿童权益工作站”就设在法蒂玛的律师事务所。她还开办了“塔城地区侨眷工作法律站”。2011年起，法蒂玛无偿为5个法律工作站提供服务，免费为群众提供法律咨询。她曾任新疆青年联合会委员、新疆维吾尔自治区侨联代表，曾被评为新疆十大优秀青年，并曾代表共青团新疆维吾尔自治区委员会访问日本。在成为全国政协委员之前，法蒂玛曾任新疆维吾尔自治区政协委员十年。
2008年，当选第十一届全国政协委员，代表少数民族界，分入第四十九组。任职5年间，法蒂玛向大会提交了70多件提案，并提出许多建议，内容涉及新疆民族地区的发展团结、妇女儿童权益保护、法治建设等方面，其中10件提案被收录到全国政协编辑的《国事建言》中，其中1件还获全国政协优秀提案奖。她提交的20多件涉及女性权益的提案，内容重点是“女性大病医疗救助”、“单亲母亲群体生存状况”、“少数民族妇女就业问题”。鉴于新疆许多少数民族妇女不懂汉语，无法到内地务工，就业困难，她提交的一份“关于加强少数民族妇女职业培训、就业工作的建议”，建议各地政府多组织少数民族妇女因地制宜培训和就业，带动当地经济发展，该提案获得重视，后来新疆沙湾县等地成立了刺绣专业合作社，沙湾县合作社的绣娘全都是哈萨克族妇女，绣品甚至外销到哈萨克斯坦。2010年，法蒂玛提交了“关于加强新疆法律援助工作的建议”，该建议促成了政府为少数民族律师免费培训。
2013年，当选第十二届全国政协委员。在2013年的全国政协会议上，法蒂玛提交了一份“国家应加快保护和发展少数民族文化的建议”，受到大会重视。2014年，新疆维吾尔自治区政协组织部分委员对喀什地区的法制建设情况进行调研，法蒂玛是调研组成员之一，这是她首次来到南疆。调研组了解到，南疆地区重大刑事案件高发，青年犯罪率较高，基层普法工作薄弱，因为百姓中文盲多，政府发的普法图书根本看不懂。法蒂玛还了解到，南疆农村地区早婚率仍较高，不履行法定登记程序的“宗教婚姻”仍不同程度地存在。新疆维吾尔自治区已针对“宗教婚姻”问题出台了有关条例，规定宗教人士如没有看到结婚证就不能念“尼卡哈”，否则要追究责任。调研后，法蒂玛委员策划出版了一本维吾尔文的普法书籍《家庭与法律》。2015年春节前夕，法蒂玛委员又到和田地区进行了三天调研，将该书捐赠给和田县巴格其镇卡斯皮村村民。2015年全国政协会议上，法蒂玛建议由财政拨专款解决南疆基层法院和检察院的餐厅问题。2018年2月24日，当选为第十三届全国人大代表。